# Compas de proportion de Galilée

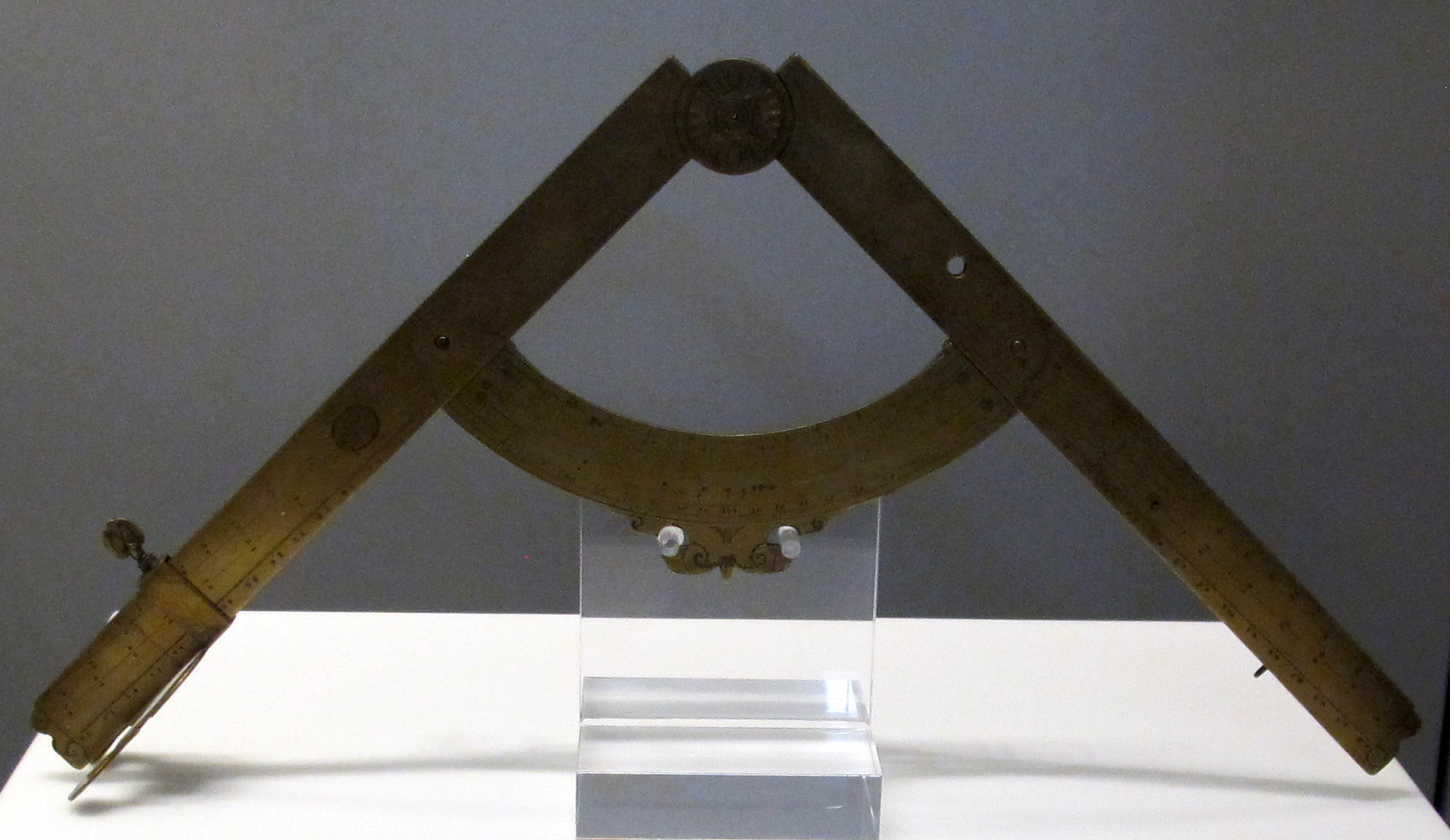
Le compas de proportion de Galilée au Musée Galilée de Florence.

Le compas de proportion de Galilée est un compas de proportion conçu par Galilée et conservé au Museo Galileo à Florence.

## Description
Il s'agit d'un des nombreux compas construits par Galilée à partir de 1597. Il pourrait s'agir de l'exemplaire donné par Galilée à Cosme II des Medicis avec la presse Le operazioni del compasso geometrico et militare, publiée à Padoue en 1606. Le compas de Galilée, qui ne doit pas être confondu avec le compas de dessin, est un instrument sophistiqué et polyvalent de calcul conçu pour exécuter de nombreuses opérations géométriques et arithmétiques exploitant la proportionnalité entre les côtés homologues de deux triangles similaires. Ce compas est composé de trois parties : deux bras, axés en un disque rond, dit "nocella", sur lesquelles face recto et verso sont gravées de nombreuses échelles ; le cadran, gradué avec diverses échelles, qui vient fixé, via les vis dites "galletti", aux trous pratiqués sur les bras du compas ; et la "zanca", un curseur qui est enfilé dans un des bras du compas et qui permet soit de tenir l'instrument à la verticale; soit d'allonger le bras dans lequel il est enfilé.
La priorité de l'invention de l'instrument par Galilée fut contestée par le Milanais Baldassarre Capra, qui se proclama le premier à l'avoir découvert dans une œuvre publiée à Padoue en 1607. Galilée répliqua efficacement aux prétentions de Capra avec une péremptoire Difesa.
Le compas, initialement conservé à La Galleria degli Uffizi, fut déposé au milieu du XIXe siècle dans la Tribuna di Galileo, projetée par Giuseppe Martelli.    